# لوکاس مایر
لوکاس مایر (به انگلیسی: Lukas Meijer) (زاده ۲۱ اوت ۱۹۸۸) خواننده سوئدی است.
او در یوروویژن ۲۰۱۸ به همراه گرومه نماینده لهستان بود.